# 플라테오사우루스과
플라테오사우루스과(Plateosauridae)는 플라테오사우루스류에 속하는 공룡의 과이다. 과거에는 원시 용각류(Prosauropoda, 原始龍脚類)와 별도로 분류되었으나, 21세기 들어 원시 용각류는 플라테오사우루스과와 같은 것으로 정의되고 있다.